# Jean Chamberlain Froese
Jean Chamberlain Froese (Saint Thomas, 27 de marzo de 1965) es una obstetra canadiense.

## Educación y primeros años
Nació el 27 de marzo de 1965 en Saint Thomas (Ontario), en Canadá. Creció en Scarborough y fue la tercera de los cuatro hijos de una familia de clase media. Se graduó en la Peoples Christian Academy en 1984 y se matriculó en la Universidad de Toronto para obtener su título de licenciada en bioquímica. Después de graduarse como médica por la Facultad de Medicina de la Universidad de Toronto en 1991, Froese intentó convertirse en obstetra. Aun así, después de trabajar en Yemen, Zimbabue, Zambia y Pakistán después de su residencia como médica, eligió dedicar su carrera defiendo a madres y a sus hijos en países en vías de desarrollo.

## Carrera
Luego de sus estudios internacionales, se incorporó como profesora ayudante al Departamento de Obstetricia y Ginecología de Universidad McMaster en 1996. Entre 2005 y 2017, Chamberlain Froese y su familia dividieron su tiempo entre Uganda y Canadá. Como profesora ayudante en Universidad McMaster, creó la organización internacional Save the Mothers para ayudar a mujeres africanas durante el embarazo y evitar complicaciones en el parto. La organización sin ánimo de lucro también lleva la iniciativa Mother Baby Friendly Hospital para mejorar la seguridad de las salas de parto,el equipamiento, y la calidad de atención. También desarrolló el primer Máster africano en Liderazgo de Salud Pública para los estudiantes multidisciplinarios de la Universidad cristiana de Uganda. En 2009 recibió el premio humanitario Teasdale-Corti como la médica canadiense «que supera los límites normales de la práctica rutinaria como ejemplo de altruismo, integridad, valor y perseverancia en la atenuación de sufrimiento humano.»
A raíz de sus esfuerzos para «avanzar en la salud maternal, notablemente a través de la creación de un programa académico basado en Uganda y que promueve una maternidad segura», Chamberlain Froese recibió la Medalla al Mérito de la Orden de Canadá en 2014. A continuación, se unió a MacGLOBAS en 2017 para ayudarles a establecer colaboraciones con proveedores de salud e instituciones en Uganda.

## Vida personal
Chamberlain Froese conoció al que sería su marido, el periodista Thomas Froese, el día de Victoria en 2000, en el Over-30 Unclaimed Precious Jewels Club. Se casaron el 29 de julio de 2001, y tuvieron tres hijos. Chamberlain Froese es cristiana.

## Publicaciones seleccionadas
- Game Changers
- Where Have All the Mothers Gone